# Пшаснышский католический деканат
Пшаснышский католический деканат — деканат, расположенный в Польше, в Плоцкой епархии, основан в 1506 году. В настоящее время в нем насчитывается 9 приходов: 
- Венгра — приход святого Иоанна Крестителя
- Зелёна — приход святого Матеуша
- Пшасныш — приход святого Войцеха
- Пшасныш — приход святого Станислава Костки
- Пшасныш — приход Христа Спасителя
- Ростково — приход святого Станислава Костки
- Святое-Место — приход святого Станислава Епископа Мученика
- Скерковизна — приход святого Андрея Боболи
- Чернице-Борове — приход святого Станислава Епископа Мученика.

## История
Пшаснышский деканат был основан в плоцкой епархии в 1506 году. Его территория и границы значительно изменились. После январского восстания границы деканата были похожи на границы пшасныского пове́та в плоцкой губерни. До 1914 года деканат Пшасныш насчитывал шестнадцать приходов. В то время на Курпах, в Зеленой Пу́ще, было создано несколько приходов. В пшасныском деканате жили: бернардинцы, бернардынки, регулярные кано́ники, иезуиты, капуцинки и дочери милосердия.
До конца XVIII века там было очень мало евреев и протестантов. В течение XIX века число евреев значительно вы́росло, и появилось много верующих православной церкви: солдаты местного гарнизона и чиновники.
В пшасныском деканате было несколько Мариинских святилищ, таких как Святое-Место, Дучымин и Пшасныш. Решающим импульсом, который повлиял на специфику религиозной жизни пшасныского деканата, стал культ послушника в монастыре иезуитов в Риме, Станислава Костки, урожденного в Росткове под Пшаснышем. Он стал святым, покровителем молодежи и одним из покровителей Польши. В Росткове в тысяча девятьсотом году был построен новый костел по призыву святого Станислава Костки.
За несколько месяцев до начала войны священник Юзеф Пекут стал приходским священником в Пшасныше, он был также деканом. Упорные бои разгорелись в этом районе в первые недели войны и продолжались с перерывами до июля 1915 года, когда северная Мазовия была оккупирована Немцами. Битва за Пшасныш с февраля 1915 года в русской историографии получила название «Праснышская операция». В пшаснышском деканате было разрушено 11 храмов, наиболее в Плоцкой епархии. Сражения между русскими и германскими армиями вызвали массовый исход населения. В то время в некоторых приходах не было постоянного пастора. 
Большинство священников были вовлечены в деятельность благотворительных и образовательных организаций, таких как «Гражданский Комитет», «Опекунский Совет» и «Польская Шко́льная Матрица». Приходской священник Пекут был во главе этих организаций. Несколько священников стали капелланами Польской Военной Организации, поддержали деятельность Польских Легионов. Дочери милосердия не только присматривали за местной больницей, но и управляли кухней для бедных, а после 1917 года — приютом для престарелых и инвалидов. 
Через несколько месяцев после того, как Польша восстановила свою независимость, деканат Пшасныш пережил большевистское вторжение. В этот драматический момент истории местное духовенство во главе со священником Пекутом сохранило достойное отношение. К счастью, никто из священников не умер.
Пшаснышский деканат был наибо́льшим в Плоцкой епархии как по численности населения, так и по площади. Северной границей была государственная граница с Германией. В конце 30-х годов было 20 приходов (в 1938 году в пшаснышском деканате был возведен приход в селе Скерковизна). Деканат был разнообразен с точки зрения этнографии. Восточная часть была занята штаб-кварти́рами Курпии, известной своей оригинальной народной культурой и глубокой религиозностью. В деревнях центральной и западной частей деканата проживали в основном мелкие дворяне. Большинство евреев жили в Пшасныше и Хожелях. В деканате было мало евангелистов, а после 1915 года — православных. 
В межвое́нном пери́оде приходские священники занимались не только организацией и празднованием религиозного культа. Они также включили себя в социально-экономическую и политическую деятельность. Большинство священников поддерживали Национальную Демократию. Священнослужители были инициаторами и аниматорами образовательных, кооперативных и благотворительных учреждений. Результатом пастырской работы священников было развитие новых организаций в рамках Католического Де́йствия. В течение всего рассматриваемого периода в Пшасныше было несколько религиозных общин: капуцинки и дочери милосердия, францисканки Семьи Марии.
Особенно важную роль в жизни Пшасныша сыграли отцы пассионисты, которые в 1923 году приехали из Италии. Они проводили нижнюю религиозную семинарию, публиковали газету «Наш Покровитель», возобнови́ли празднование праздника Непорочного Зачатия Девы Марии вместе с октавой. После создания в Польше двух новых монастырей в Пшасныше жил вице-провинциальный отец. Ростково возле Пшасныша, где родился святой Станислав Костка, стало живым центром культа покровителя польской молодежи после приезда в этой деревне в мае 1926 года мощи святого иезуита. В Росткове были организованы паломничества молодежи из разных районов Плоцкой епархии.	
Сюда часто приезжа́ли епископы, благословленные мученики Второй мировой войны — Антони Юлиан Нововейский и Леон Ветманский. Семейные узы с родственниками, живущими в деканате, поддерживали архиепископ варшавский, кардинал Александер Каковски и президент Игнацы Мосцицкий.
Границы деканата не изменились во время второ́й мировой войны, когда вся его территория, с Цеханувским Администрати́вным О́кругом была включена в состав Третьего Рейха. В связи с переселением жителей, по приказу нацистского оккупанта, несколько приходских центров перестали функционировать. Духовенство Пшасныского деканата, как и духовенство всей Плоцкой епархии, понесло серьезные потери во время нацистской оккупации. Католическая церковь рассматривалась Немцами как один из бастионов польскости. Священники Плоцкой епархии подверга́лись особым репрессиям. Священникам запрещалось проповедовать и катехизировать детей, а проце́ссии праздника Тела и Крови Христовых были запрещены. В 1941 году был введён запрет на бра́ки между Поляками.
В пшаснышском деканате были убиты четыре священника, два вика́рия, четыре отца и три религиозных брата из ордена пассионистов. В Дзялдове также была убита одна капуцинка, благословленная Мария Тереза Ковальская. Две другие сестры из того же собрания не выжили во время военного скита́ния. Число убитых священников не отличается от трагической статистики всей Плоцкой епархии. Разрушение сакральных сооружений было явно меньше, чем во время первой мировой войны. Немцы разрушили готическую церковь Святого Духа в Пшасныше, кресты и придорожные святыни, ограбили церковные колокола́, литургические посу́ды, белье и церковное снаряжение. Разрушение принесло приходам деканата и январское наступление Красной Армии в 1945 году.